# Musée de la Faïence de Rarécourt
Pour les articles homonymes, voir Musée de la Faïence.
Le musée de la Faïence de Rarécourt est un musée situé à Rarécourt dans le département de la Meuse en région Grand Est. 
Le musée se trouve dans une maison du XVIIe siècle. Il contient entre autres 800 pièces de faïences argonnaise et poterie.